# Biarmosuchia
I biarmosuchi (Biarmosuchia) sono un gruppo di terapsidi, vissuti tra il Permiano medio e il Permiano superiore (260 – 250 milioni di anni fa). I loro resti sono stati rinvenuti in Sudafrica e in Russia.

## Rettili - mammiferi primitivi
Tra tutti i terapsidi, i biarmosuchi rappresentano il gruppo più primitivo, e assomigliavano notevolmente ai loro antenati pelicosauri sfenacodonti. Erano predatori di dimensioni medie, dalla corporatura snella, con caratteristiche intermedie tra pelicosauri e terapsidi evoluti. Il cranio è molto simile a quello degli sfenacodonti, ma possiede una finestra temporale più grande (anche se più piccola rispetto a quella dei terapsidi successivi) e la parte posteriore allargata; queste caratteristiche fanno supporre la presenza di grandi e potenti muscoli masticatori, che permettevano un morso forte. I denti erano meno di quelli degli sfenacodonti, e un singolo paio di canini era presente su entrambe le mascelle.
Le vertebre erano simili a quelle degli sfenacodonti (eccezion fatta per le proiezioni che in alcuni di questi ultimi formavano una “vela”, come in Dimetrodon), ma i cinti scapolare e pelvico dimostrano che i biarmosuchi possedevano una postura eretta, così come le ossa delle zampe. I “piedi” erano più simmetrici rispetto a quelli degli sfenacodonti ed erano rivolti in avanti, mentre le falangi erano più corte e assomigliavano maggiormente a quelle dei mammiferi.

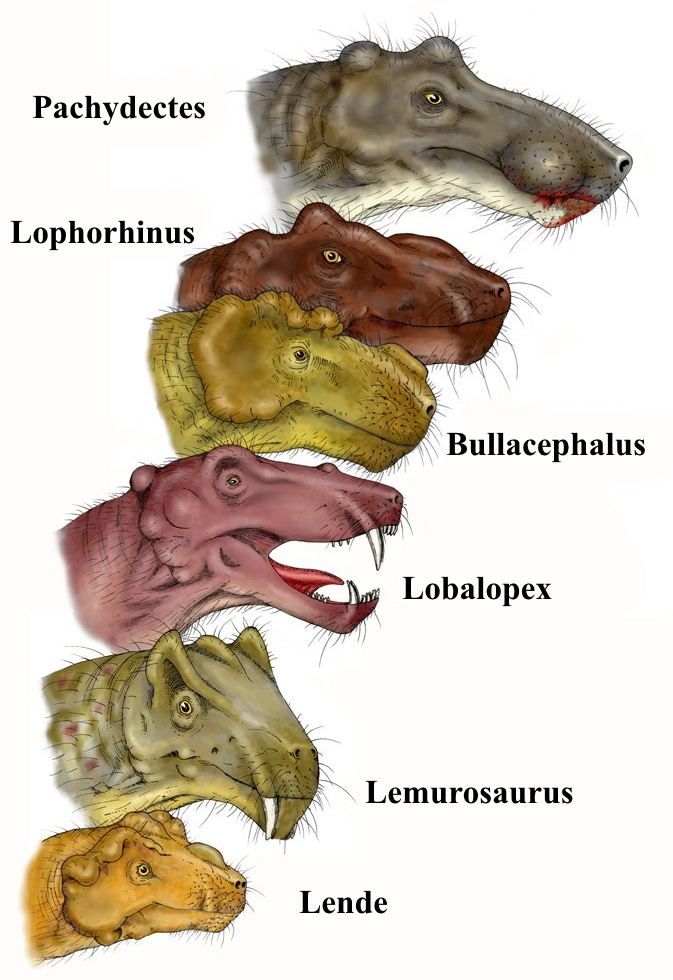
Ricostruzione delle teste di alcuni burnetiamorfi

## Distribuzione
I biarmosuchi sono conosciuti attraverso resti fossili rinvenuti in Russia (Phthinosuchus, Biarmosuchus, Eotitanosuchus) e in Sudafrica, con le famiglie degli ictidorinidi (Ictidorhinidae) e degli ipposauridi (Hipposauridae). Il bizzarro gruppo dei burnetiamorfi (Burnetiamorpha), comprendente animali dal cranio bitorzoluto e dotato di corna o creste, era diffuso in entrambi i continenti.

## Classificazione
Vi è molta incertezza tra gli scienziati riguardo alla classificazione dei biarmosuchi: alcuni li pongono all'origine dei terapsidi successivi, mentre altri li inseriscono nel gruppo dei dinocefali. Alcune forme, come Phthinosuchus, sono conosciute in modo frammentario e alcuni paleontologi preferiscono escluderle dal gruppo, mentre altre, come i burnetiamorfi, vengono variamente classificate come biarmosuchi o come gorgonopsi primitivi. In ogni caso, i biarmosuchi testimoniano le prime fasi dell'evoluzione dei terapsidi, che sfocerà in seguito nella comparsa dei mammiferi.

## Galleria d'immagini

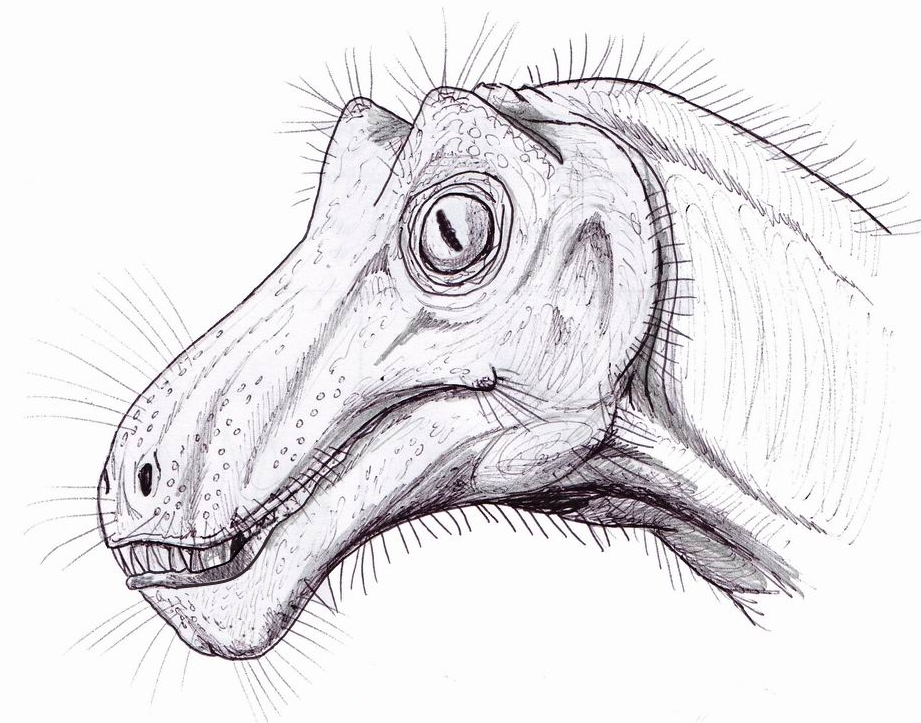
Lemurosaurus
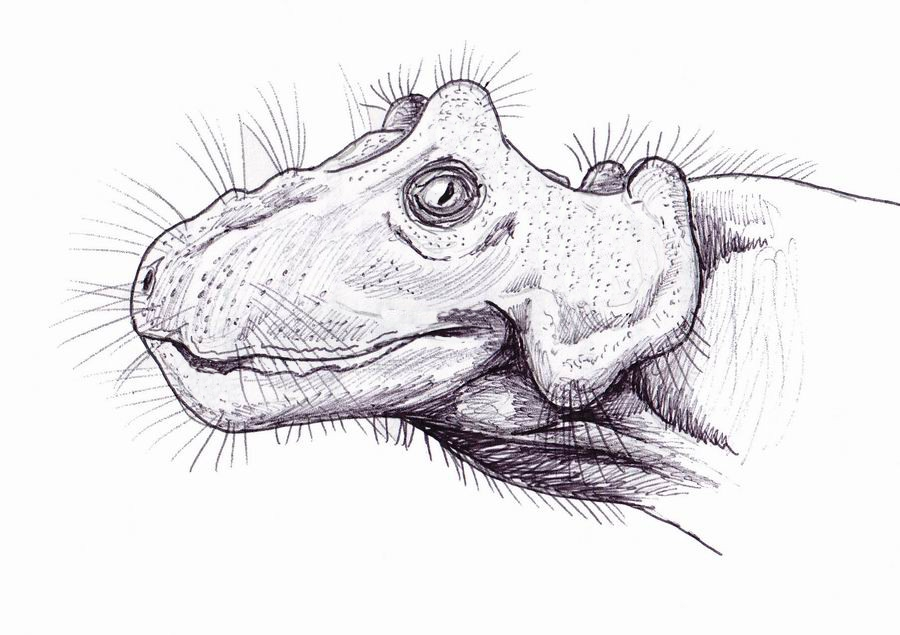
Paraburnetia
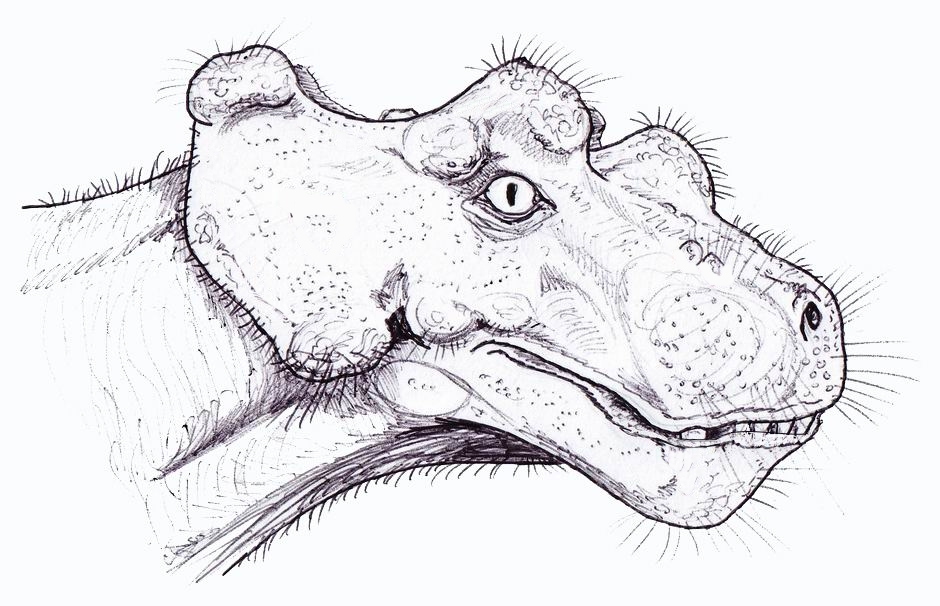
Burnetia
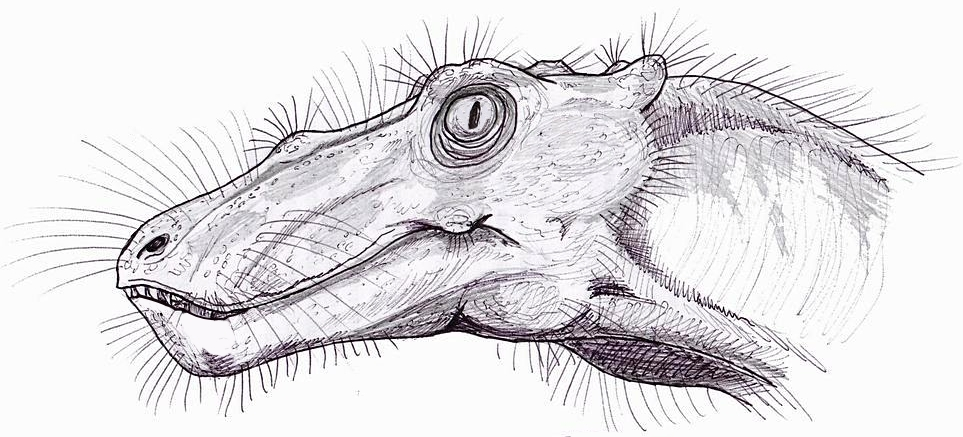
Lobalopex
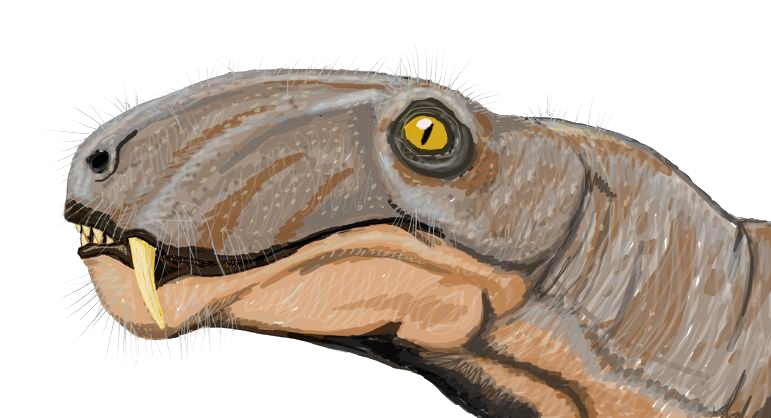
Eotitanosuchus
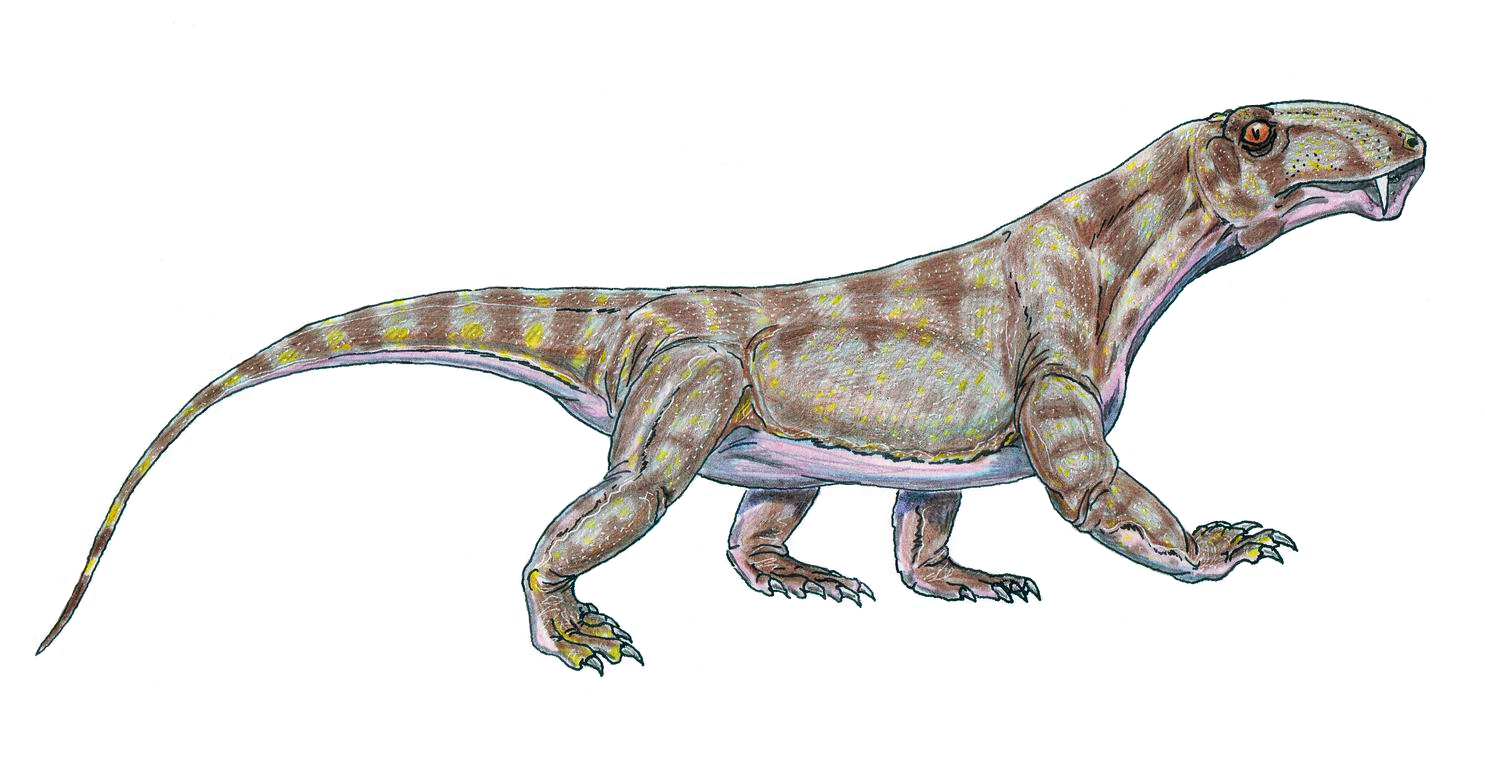
Biarmosuchus
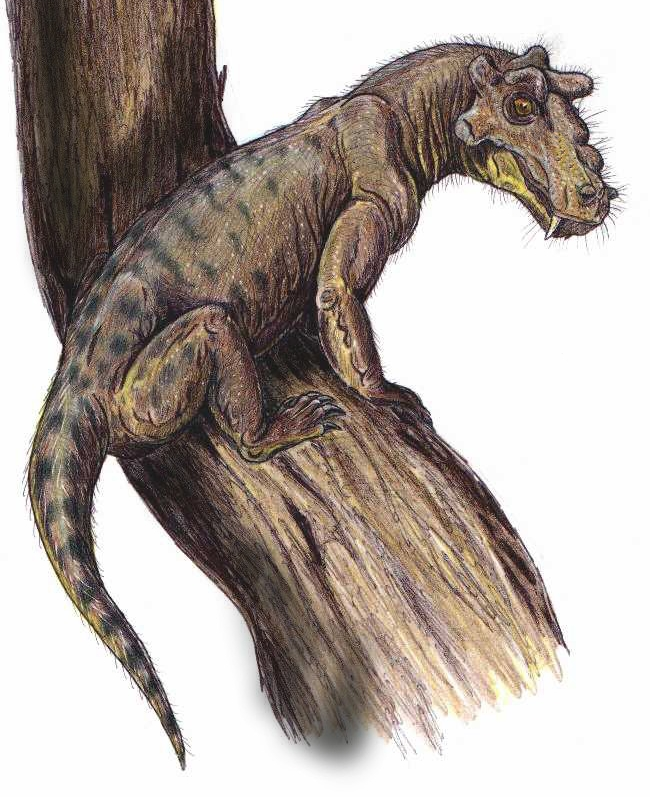
Proburnetia
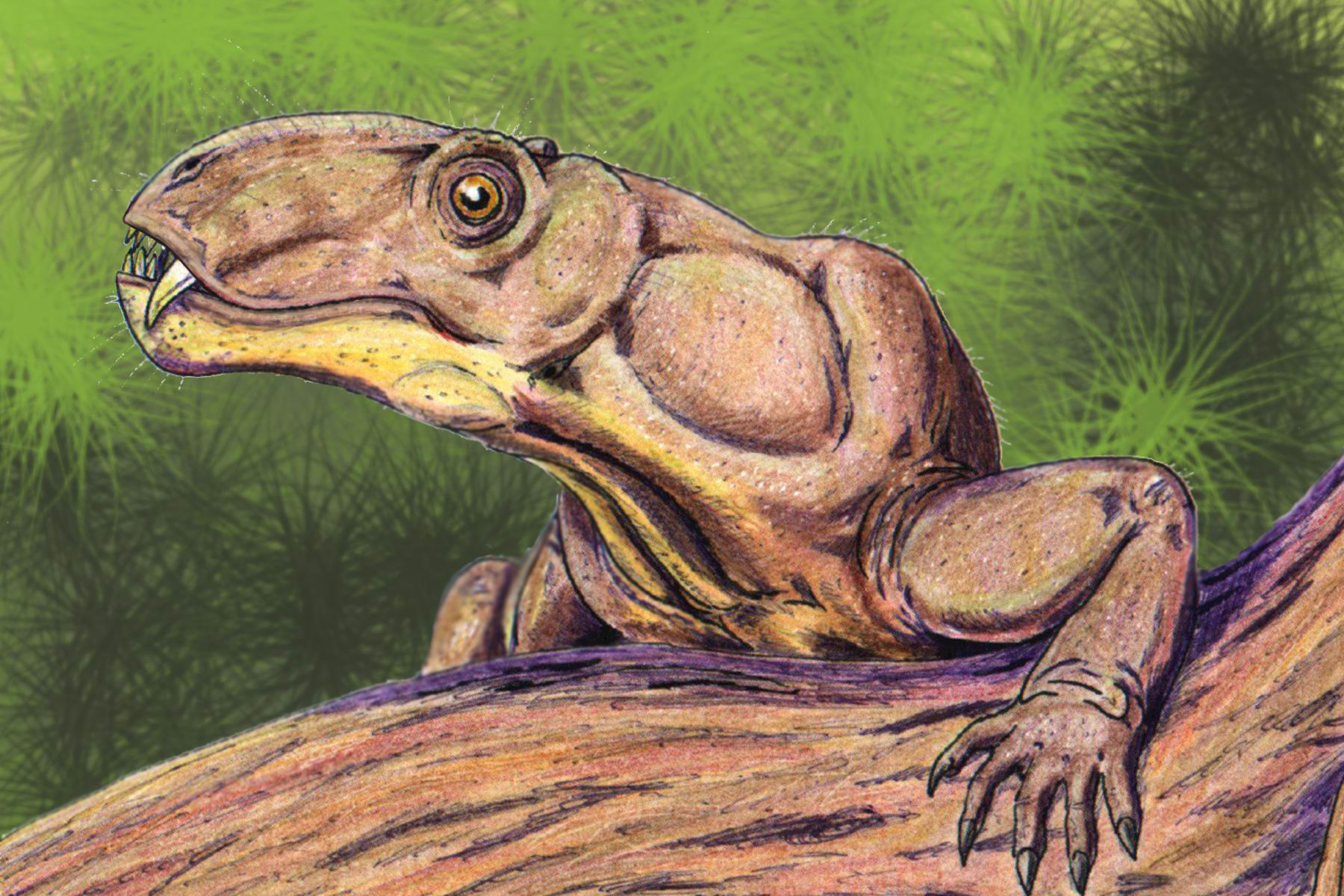
Phthinosuchus
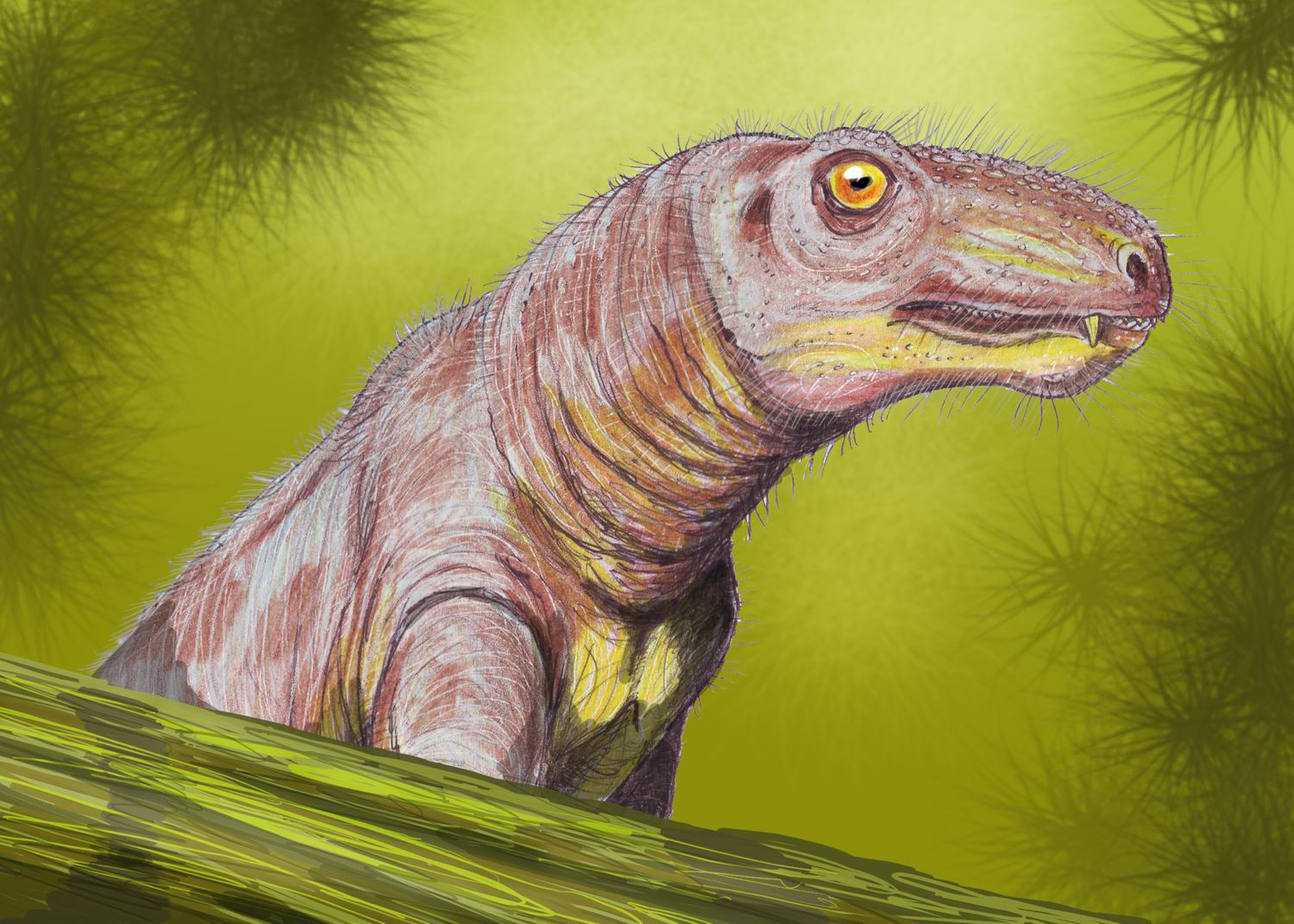
Microurania